# Оркестър София
Оркестър „София“ е комбо формация, създадена през 1964 г. към Столичната община.
През 1960те и 1970те години е сред водещите оркестри на българската поп музика и има значителен принос в развитието на този жанр в страната. През него са минали и утвърдили много известни български поп изпълнители. По време на дългогодишното му съществуване в оркестъра са свирили много от известните български джаз музиканти. Може да се каже, че оркестър „София“ е школа за развитие и усъвършенстване на голям кръг от българската музикална общност за времето си.
Емил Георгиев е първият диригент на оркестъра при основаването му. С оркестър „София“ са работили големите имена в нашата музика.

## Солисти
- Маргрет Николова
- Кирил Семов
- Маргарита Радинска
- Йорданка Христова
- Паша Христова
- Борис Гуджунов
- Мария Нейкова
- Мими Иванова
- Йордан Марчинков
- Доника Венкова
- Христо Кидиков
- Цветан Панков
- Кичка Бодурова
- Ани Върбанова
- Лили Иванова
- Маргарита Горанова
- Кристина Димитрова
- Катя Филипова
- Камелия Тодорова
- Стефка Оникян

Оркестърът взима участие като съпровождаща група на много български и чужди фестивали – „Златният Орфей“, фестивала за забавна музика в Сочи, фестивала в Познан (Полша) и др., където акомпанира на световноизвестните изпълнители:
- Женифер;
- Рики е Повери;
- Миеко Хирота;
- Дийн Рид;
- Мак и Кети Кисън;
- Йосиф Кобзон;
- Мариана Вроблевска.

През 1981 г. заедно с певицата Камелия Тодорова участва в известния джазов фестивал „Jazz Jamboree“ във Варшава (Полша).

## Музиканти

### Диригенти
- Емил Георгиев
- Людмил Георгиев – алт саксофон
- Николай Арабаджиев – пиано
- Димитър Симеонов – тенор саксофон, ръководител

### Брас секция

#### Тромпетисти
- Иван Данов
- Атанас Шахов
- Константин Носов – СССР
- Генчо Въртовски

#### Саксофонисти
- Людмил Георгиев
- Димитър Симеонов (Мончо)
- Костадин Чилев
- Христо Чолаков
- Симеон Щерев (Банана) – флейта
- Венко Захариев
- Кирил Йорданов

#### Тромбонисти
- Константин Драгнев
- Махрам Белберян
- Петър Попов
- Иван Тошев
- Георги Борисов

### Ритъм секция

#### Китаристи
- Християн Платов
- Климент Гинин
- Филип Малеев
- Илия Караянев (Личо Стоунса) – 1971 г.
- Николай Бусеров (Кольо Бусера)
- Александър Дамянов (Картофа)
- Николай Белев (Коко) – от 1977 до 1982 г.
- Асен Гаргов (Гари) – от 1982 до 1984 г.

#### Пианисти
- Борис Ненков
- Николай Арабаджиев
- Иван Янков
- Даниел Гергов (Дуньо)
- Любомир Георгиев (Графа)
- Тодор Карапетков – от 1977 до 1982 г.
- Рафи Жамакорцян
- Румен Спиров – от 1983 до 1984 г.

#### Басисти
- Янко Торбов
- Теодоси Стойков (Тошето)
- Любомир Мицов
- Симеон Венков (Мони) – от 1972 до 1975 г.
- Чавдар Павлов (Чавето)
- Руслан Купенов (Графа)
- Крум Захариев
- Орлин Лалов – от 1982 до 1984

#### Барабанисти
- Константин Лазаров
- Петър Славов (Пъпеша)
- Радул Начков (Ярката)
- Крум Калъчев (Бузата) – от 1977 до 1982
- Герган Герганов
- Цветан Банов – от 1983

## Творчески път
С основаването на оркестъра, чиято главна цел е била да акомпанира на известните поп певци в страната, музикантите в него започват да свирят и джазови пиеси, главно стандарти. Първата малка самостоятелна плоча е с четири джазови пиеси, издадена през 1968 г., а впоследствие музикантите започват да свирят по-задълбочени самостоятелни композиции. През март месец 1974 г. взимат участие в Първият джаз фестивал в България, който се провежда в ресторант "Златен Рог" в град Ямбол. Заедно с групи от Полша, Словакия, (руснаците не идват) и България (Бели, зелени и червени) са участници в три дневния фестивал, наречен тогава "Джаз среща Ямбол". (Наименованието "фестивал" е било възможно да се даде единствено и само от Министерството на културата. Това предизвиква екзотичност, дори невъзможност за поставяме на такъв ранг.)
При самолетна катастрофа на път за Алжир на летището в София през 1971 г. загиват едни от най-добрите музиканти през този период – Н. Арабаджиев, Хр. Чолаков, Л. Мицов и певицата Паша Христова. Оцелелите от катастрофата изпадат в стрес и дълго време след това не могат да работят пълноценно. След този черен период за оркестъра музикантите работят главно като акомпаниращ състав на различни фестивали и турнета в България и в чужбина, но постепенно изработват и свой репертоар от песни и инструментални пиеси, които записват в два албума – „Аз танцувам буги“ (през 1980 г.) и „Питекантропус Робустус“ (1981 г.). Оркестър „София“ е гостувал във всички страни от Източна Европа, както и в Алжир, Куба, ФРГ, Турция, Швейцария и Финландия.
През периода 1979 – 1982 г. оркестърът взема дейно участие в джазовия живот в България. На Първият джаз фестивал в Зала България оркестърът има самостоятелна програма, а много от музикантите взимат участие в различни джаз формации и джемсешъни. В края на 1981 г. всички музиканти, без Д. Симеонов, напускат щатната работа в СГНС и заминават на работа в чужбина под името „Динамит брас бенд“ с ръководител – Георги Борисов. От 1982 до 1984 г. на щат в оркестъра се води групата на Лили Иванова. През 1984 г. Оркестър „София“ престава да съществува.
След завръщането си в България наследникът на орк. София "Динамит брас бенд“, при някои от изявите си в края на 80-те и началото на 90-те се представят и като оркестър „София“ или „София-Динамит брас бенд“, като през този период работят с Тодор Колев (участват при издаване на албума „Немам нерви“, през 1991 г.) и са част от телевизионните шоута „Как ще ти стигнем... с Тодор Колев“ и „Вход свободен“. В края на съществуването си приемат името „Георги Борисов брас бенд“.
През 2014 година, по повод 50-годишнината от създаването на оркестъра, Димитър Симеонов (Мончо) събира част от останалите живи музиканти и изнасят няколко концерта в София и в други градове на страната, вземат участие и на традиционния джаз-фестивал в Банско. Снимат се и в документален филм „Оркестърът на София“. Оркестър „София“ от 2014 г. е в състав: Димитър Симеонов – тенор саксофон, Даниел Гергов (Дуньо) – клавишни, Радул Начков (Ярката) – ударни (на участието в Банско на барабаните е Крум Калъчев (Бузата)), Генчо Въртовски – тромпет, Чавдар Павлов (Чавето) – бас китара и други музиканти, свирили през годините в легендарния Оркестър „София“.

## Дискография
Албуми
- „Софийски естраден оркестър“ 1970
- „Аз танцувам буги“ 1980
- „Питекантропус Робустус“ 1981